# Eremopachys bergi
Eremopachys bergi is een rechtvleugelig insect uit de familie Tristiridae. De wetenschappelijke naam van deze soort is voor het eerst geldig gepubliceerd in 1901 door Brancsik.